# Grandilithus wanshou
Espèce
Synonymes
- Phrurolithus wanshou Yin, 2012

Grandilithus wanshou est une espèce d'araignées aranéomorphes de la famille des Phrurolithidae.

## Distribution
Cette espèce est endémique du Hunan en Chine,.

## Description
La femelle holotype mesure 4,60 mm et le mâle paratype 4,20 mm.

## Systématique et taxinomie
Cette espèce a été décrite sous le protonyme Otacilia  par Yin en 2012. Elle est placée dans le genre Otacilia par Zamani et Marusik en 2020 puis dans le genre Grandilithus par Liu, Li, Zhang, Ying, Meng, Fei, Li, Xiao et Xu en 2022.

## Publication originale
- Yin, Peng, Yan, Bao, Xu, Tang, Zhou & Liu, 2012 : Fauna Hunan: Araneae in Hunan, China. Hunan Science and Technology Press, Changsha, p. 1-1590.